# Cupha lampetina
Cupha lampetina är en fjärilsart som beskrevs av Hans Fruhstorfer 1904. Cupha lampetina ingår i släktet Cupha och familjen praktfjärilar. Inga underarter finns listade i Catalogue of Life.